# 隣人 (映画)
『隣人』（りんじん 原題：Consenting Adults）は、1992年制作のアメリカ合衆国のサスペンス映画。アラン・J・パクラ監督、ケヴィン・クライン、メアリー・エリザベス・マストラントニオ、ケヴィン・スペイシーらが出演。

## あらすじ
作曲家のリチャード・パーカーは、妻プリシラと一人娘のローリーと閑静な住宅地で幸せに暮らしていた。
ある日、彼らの隣りに経営コンサルタントのエディとその妻ケイのオーティス夫妻が引っ越してきた。次第に両家は親しい間柄となったが、リチャードはある日突然、エディから夫婦交換の話を持ちかけられる。リチャードはそれを拒否するが、ケイの魅力に次第に魅せられ、エディの申し出を受け入れて入れ替わり、ケイと一夜を共にする。
しかし翌朝、目を覚ましたリチャードはケイの撲殺死体を発見、殺人容疑で逮捕されてしまう。リチャードに有利な証拠は何ひとつなく、妻子は彼のもとを去ってしまう。
やがて保釈されたリチャードは身の潔白を証明すべく行動を開始、そこへ保険会社の調査員デヴィッドが現れ、リチャードにケイにかけられた保険の不審点を語る。さらに調査を進めたリチャードは、事件の意外な真相を知る。

## キャスト
| 役名                 | 俳優                                   | 日本語吹替 | 日本語吹替   |
| 役名                 | 俳優                                   | ソフト版   | テレビ東京版 |
| -------------------- | -------------------------------------- | ---------- | ------------ |
| リチャード・パーカー | ケヴィン・クライン                     | 大塚芳忠   | 田中秀幸     |
| プリシラ・パーカー   | メアリー・エリザベス・マストラントニオ | 弥永和子   | 一柳みる     |
| エディ・オーティス   | ケヴィン・スペイシー                   | 石塚運昇   | 菅生隆之     |
| ケイ・オーティス     | レベッカ・ミラー                       | 土井美加   | 日野由利加   |
| ゴードン             | E・G・マーシャル                       | 今西正男   | 大塚周夫     |
| デヴィッド           | フォレスト・ウィテカー                 | 牛山茂     |              |
| ローリー・パーカー   | キンバリー・マックロー                 |            |              |

・ソフト版その他：坂東尚樹、堀越真己、沢りつお、定岡小百合、宝亀克寿、小島敏彦、伊藤和晃、石井梓、中沢早紀、葛西摩利、マギー律子、小西裕之
・テレビ東京版：初回放送1998年9月3日『木曜洋画劇場』
テレビ東京版その他：廣田行生、大坂史子、伊井篤史、津田真澄、堀部隆一、相沢正輝、後藤敦、佐藤祐四、林玉緒、嶋村薫、藤原美央子、鈴木紀子